# Alexandr Priválov
Alexandr Vasílievich Priválov –en ruso, Александр Васильевич Привалов– (Piatnitsa, 6 de agosto de 1933-Moscú, 19 de mayo de 2021) fue un deportista soviético que compitió en biatlón.
Participó en dos Juegos Olímpicos de Invierno, obteniendo en total dos medallas: plata en Innsbruck 1964 y bronce en Squaw Valley 1960, ambas en la prueba individual. Ganó dos medallas de plata en el Campeonato Mundial de Biatlón de 1961.
Por su trayectoria, fue galardonado con la Orden de la Insignia de Honor (1972 y 1988), la Orden de la Bandera Roja del Trabajo (1976), la Orden de la Amistad de los Pueblos (1980) y la Medalla de la Distinción Laboral (1960).

## Palmarés internacional
| Juegos Olímpicos   | Juegos Olímpicos              | Juegos Olímpicos  | Juegos Olímpicos |
| Año                | Lugar                         | Medalla           | Prueba           |
| ------------------ | ----------------------------- | ----------------- | ---------------- |
| 1960               | Squaw Valley (Estados Unidos) | Medalla de bronce | Individual       |
| 1964               | Innsbruck (Austria)           | Medalla de plata  | Individual       |
| Campeonato Mundial |                               |                   |                  |
| Año                | Lugar                         | Medalla           | Prueba           |
| 1961               | Umeå (Suecia)                 | Medalla de plata  | Individual       |
| 1961               | Umeå (Suecia)                 | Medalla de plata  | Equipo           |